# Ronde van Estland 2015
De derde editie van de Ronde van Estland vond in 2015 plaats op 29 en 30 mei. De start was in Tallinn, de finish in Tartu. De ronde maakte deel uit van de UCI Europe Tour 2015, in de categorie 2.1. De winnaar van deze editie was de Est Martin Laas.

## Deelnemende ploegen
| ProContinentaal | Continentaal           | Continentaal             | Nationaal |
| --------------- | ---------------------- | ------------------------ | --------- |
| Novo Nordisk    | ActiveJet              | Alpha Baltic-Maratoni.lv | Estland   |
| RusVelo         | Amore & Vita-Selle SMP | Banská Bystrica          | Finland   |
|                 | Bike Aid               | Frøy Bianchi             | Zweden    |
|                 | Join-S\|De Rijke       | Kolss-BDC                |           |
|                 | LKT Team Brandenburg   | Rad-Net Rose             |           |
|                 | Rietumu-Delfin         | Riwal Platform           |           |
|                 | Synergy Baku           | Tirol                    |           |

## Etappe-overzicht
| etappe | datum  | start   | finish | type       | afstand | winnaar        | klassementsleider |
| ------ | ------ | ------- | ------ | ---------- | ------- | -------------- | ----------------- |
| 1e     | 30 mei | Tallinn | Tartu  | Vlakke rit | 197 km  | Martin Laas    | Martin Laas       |
| 2e     | 31 mei | Tartu   | Tartu  | Vlakke rit | 150 km  | Mattia Gavazzi | Martin Laas       |

## Etappe-uitslagen

### 1e etappe
| Tallinn - Tartu (197 km) |                        |                        |          |
| Plaats                   | Naam                   | Ploeg                  | Tijd     |
| Winnaar                  | Martin Laas            | Estland                | 4u30'32" |
| 2                        | Ioannis Tamouridis     | Synergy Baku           | z.t.     |
| 3                        | Gustav Höög            | Zweden                 | z.t.     |
| 4                        | Martijn Verschoor      | Novo Nordisk           | z.t.     |
| 5                        | Anders Kristoffersen   | Frøy-Bianchi           | z.t.     |
| 6                        | Błażej Janiaczyk       | Kolss-BDC              | z.t.     |
| 7                        | Ivan Balykin           | RusVelo                | z.t.     |
| 8                        | Kasper Linde Jorgensen | Riwal Platform         | z.t.     |
| 9                        | Paolo Lunardon         | Amore & Vita-Selle SMP | + 8"     |
| 10                       | Oleksandr Golovasj     | Kolss-BDC              | + 45"    |

| Algemeen klassement |                        |                        |          |
| Plaats              | Naam                   | Ploeg                  | Tijd     |
| 1                   | Martin Laas            | Estland                | 4u30'20" |
| 2                   | Ioannis Tamouridis     | Synergy Baku           | + 5"     |
| 3                   | Gustav Höög            | Zweden                 | + 8"     |
| 4                   | Błażej Janiaczyk       | Kolss-BDC              | + 9"     |
| 5                   | Martijn Verschoor      | Novo Nordisk           | + 12"    |
| 6                   | Anders Kristoffersen   | Frøy-Bianchi           | z.t.     |
| 7                   | Ivan Balykin           | RusVelo                | z.t.     |
| 8                   | Kasper Linde Jorgensen | Riwal Platform         | z.t.     |
| 9                   | Paolo Lunardon         | Amore & Vita-Selle SMP | + 20"    |
| 10                  | Andris Smirnovs        | Rietumu-Delfin         | + 55"    |

### 2e etappe
| Tartu - Tartu (150 km) |                   |                        |          |
| Plaats                 | Naam              | Ploeg                  | Tijd     |
| Winnaar                | Mattia Gavazzi    | Amore & Vita-Selle SMP | 3u28'35" |
| 2                      | Pascal Ackermann  | Rad-net Rose           | z.t.     |
| 3                      | Andris Smirnovs   | Rietumu-Delfin         | z.t.     |
| 4                      | Kersten Thiele    | Rad-net Rose           | z.t.     |
| 5                      | Martin Laas       | Estland                | z.t.     |
| 6                      | Błażej Janiaczyk  | Kolss-BDC              | z.t.     |
| 7                      | Rino Zampilli     | Amore & Vita-Selle SMP | z.t.     |
| 8                      | Maksym Averin     | Synergy Baku           | z.t.     |
| 9                      | Andrij Koelyk     | Kolss-BDC              | z.t.     |
| 10                     | Ivan Balykin      | RusVelo                | z.t.     |
|                        |                   |                        |          |
| 14                     | Martijn Verschoor | Novo Nordisk           | z.t.     |

## Eindklassementen
| Plaats      | Naam                   | Ploeg                  | Tijd     |
| ----------- | ---------------------- | ---------------------- | -------- |
| Blauwe trui | Martin Laas            | Estland                | 7u58'53" |
| 2           | Ioannis Tamouridis     | Synergy Baku           | + 7"     |
| 3           | Gustav Höög            | Zweden                 | + 10"    |
| 4           | Błażej Janiaczyk       | Kolss-BDC              | + 11"    |
| 5           | Martijn Verschoor      | Novo Nordisk           | + 13"    |
| 6           | Ivan Balykin           | RusVelo                | + 14"    |
| 7           | Anders Kristoffersen   | Frøy-Bianchi           | z.t.     |
| 8           | Kasper Linde Jorgensen | Riwal Platform         | z.t.     |
| 9           | Paolo Lunardon         | Amore & Vita-Selle SMP | + 22"    |
| 10          | Andris Smirnovs        | Rietumu-Delfin         | + 53"    |
| 11          | Pascal Ackermann       | Rad-net Rose           | + 54"    |
| 12          | Mamyr Stasj            | RusVelo                | + 55"    |
| 13          | Andrij Koelyk          | Kolss-BDC              | + 57"    |
| 14          | Kersten Thiele         | Rad-net Rose           | + 59"    |
| 15          | Andrea Peron           | Novo Nordisk           | +1'00"   |
| 16          | Maksym Averin          | Synergy Baku           | z.t.     |
| 17          | Norman Vahtra          | Estland                | z.t.     |
| 18          | Nikolai Tefre Lunder   | Frøy-Bianchi           | z.t.     |
| 19          | Joschka Beck           | Bike Aid               | z.t.     |
| 20          | Peeter Pruus           | Estland                | z.t.     |

| Plaats      | Naam             | Ploeg          | Punten |
| ----------- | ---------------- | -------------- | ------ |
| Groene trui | Martin Laas      | Estland        | 24     |
| 2           | Błażej Janiaczyk | Kolss-BDC      | 15     |
| 3           | Andris Smirnovs  | Rietumu-Delfin | 13     |

| Plaats    | Naam                 | Ploeg                    | Punten |
| --------- | -------------------- | ------------------------ | ------ |
| Rode trui | Viesturs Luksevics   | Alpha Baltic-Maratoni.lv | 3      |
| 2         | Christopher Williams | Novo Nordisk             | 3      |
| 3         | Ivan Balykin         | RusVelo                  | 3      |

| Plaats     | Naam                 | Ploeg        | Tijd     |
| ---------- | -------------------- | ------------ | -------- |
| Witte trui | Martin Laas          | Estland      | 7u58'53" |
| 2          | Gustav Höög          | Zweden       | + 10"    |
| 3          | Anders Kristoffersen | Frøy-Bianchi | +14"     |

| Plaats | Ploeg        | Tijd      |
| ------ | ------------ | --------- |
|        | Kolss-BDC    | 23u28'52" |
| 2      | Novo Nordisk | + 1"      |
| 3      | Frøy Bianchi | z.t.      |

## Klassementenverloop
| Etappe       | Winnaar        | Algemeen klassement | Puntenklassement | Bergklassement     | Jongerenklassement | Ploegenklassement |
| ------------ | -------------- | ------------------- | ---------------- | ------------------ | ------------------ | ----------------- |
| 1            | Martin Laas    | Martin Laas         | Martin Laas      | Ivan Balykin       | Martin Laas        | Kolss-BDC         |
| 2            | Mattia Gavazzi | Martin Laas         | Martin Laas      | Viesturs Luksevics | Martin Laas        | Kolss-BDC         |
| 0Eindstanden | 0Eindstanden   | Martin Laas         | Martin Laas      | Viesturs Luksevics | Martin Laas        | Kolss-BDC         |

## UCI Europe Tour
In deze Ronde van Estland waren punten te verdienen voor de ranking in de UCI Europe Tour 2015. Enkel renners die uitkwamen voor een (pro-)continentale ploeg, maakten aanspraak om punten te verdienen.
| Positie                      | 1e | 2e | 3e | 4e | 5e | 6e | 7e | 8e | 9e | 10e | 11e | 12e |
| Eindklassement               | 80 | 56 | 32 | 24 | 20 | 16 | 12 | 8  | 7  | 6   | 5   | 3   |
| Per etappe                   | 16 | 11 | 6  | 5  | 4  | 2  |    |    |    |     |     |     |
| Drager leiderstrui (per dag) | 8  |    |    |    |    |    |    |    |    |     |     |     |

| #  | Renner                 | Ploeg                  | Punten |
| -- | ---------------------- | ---------------------- | ------ |
| 1  | Martin Laas            | Estland                | 108    |
| 2  | Ioannis Tamouridis     | Synergy Baku           | 67     |
| 3  | Gustav Höög            | Zweden                 | 38     |
| 4  | Błażej Janiaczyk       | Kolss-BDC              | 28     |
| 5  | Martijn Verschoor      | Novo Nordisk           | 25     |
| 6  | Ivan Balykin           | RusVelo                | 16     |
| 6  | Mattia Gavazzi         | Amore & Vita-Selle SMP | 16     |
| 6  | Anders Kristoffersen   | Frøy-Bianchi           | 16     |
| 6  | Pascal Ackermann       | Rad-net Rose           | 16     |
| 10 | Andris Smirnovs        | Rietumu-Delfin         | 12     |
| 11 | Kasper Linde Jorgensen | Riwal Platform         | 8      |
| 12 | Paolo Lunardon         | Amore & Vita-Selle SMP | 7      |
| 13 | Kersten Thiele         | Rad-net Rose           | 5      |
| 14 | Mamyr Stasj            | RusVelo                | 3      |

2013 ·
2014 ·
2015 ·
2016 ·
2017 ·
2018 ·
2019 ·
2020 ·
2021 ·
2022 · 2023 · 2024
Etappewedstrijden

 Ster van Bessèges · 
 Ronde van de Algarve · 
 Ruta del Sol · 
 Ronde van de Haut-Var · 
 Driedaagse van West-Vlaanderen · 
 Internationale Wielerweek · 
 Internationaal Wegcriterium · 
 Driedaagse van De Panne-Koksijde · 
 Ronde van de Sarthe · 
 Ronde van Castilië en León · 
 Ronde van Trentino · 
 Ronde van Kroatië · 
 Ronde van Turkije · 
 Ronde van Yorkshire · 
 Ronde van Asturië · 
 Vierdaagse van Duinkerke · 
 Ronde van Azerbeidzjan · 
 Ronde van Madrid · 
 Ronde van Beieren · 
 Ronde van Picardië · 
 Ronde van Noorwegen · 
 World Ports Classic · 
 Tour des Fjords · 
 Ronde van Estland · 
 Ronde van België · 
 Ronde van Luxemburg · 
 Boucles de la Mayenne · 
 Ster ZLM Toer · 
 Ronde van Slovenië · 
 Route du Sud · 
 Sibiu Cycling Tour · 
 Ronde van Oostenrijk · 
 Ronde van Wallonië · 
 Ronde van Portugal · 
 Ronde van Burgos · 
 Ronde van Denemarken · 
 Ronde van de Ain · 
 Ronde van Tsjechië · 
 Arctic Race of Norway · 
 Ronde van de Limousin · 
 Ronde van Poitou-Charentes · 
 Ronde van Groot-Brittannië · 
 Ronde van Gévaudan Languedoc-Roussillon · 
 Eurométropole Tour
Eendaagse wedstrijden

 Trofeo Santanyí-Ses Salines-Campos · 
 Trofeo Andratx-Mirador d'Es Colomer · 
 Trofeo Serra de Tramuntana · 
 Trofeo Playa de Palma-Palma · 
 GP La Marseillaise · 
 Grote Prijs van de Etruskische Kust · 
 Ronde van Murcia · 
 Clásica de Almería · 
 Trofeo Laigueglia · 
 Omloop Het Nieuwsblad · 
 Classic Sud Ardèche · 
 GP Lugano · 
 La Drôme Classic · 
 Kuurne-Brussel-Kuurne · 
 Le Samyn · 
 Strade Bianche · 
 Ronde van Drenthe · 
 Dwars door Drenthe · 
 Nokere Koerse · 
 GP Nobili Rubinetterie · 
 Handzame Classic · 
 Ronde van Zeeland Seaports · 
 Classic Loire-Atlantique · 
 Grote Prijs van Cholet-Pays de Loire · 
 Dwars door Vlaanderen · 
 Classica Corsica · 
 Route Adélie de Vitré · 
 Grote Prijs Miguel Indurain · 
 Volta Limburg Classic · 
 Ronde van La Rioja · 
 Parijs-Camembert · 
 Scheldeprijs · 
 Klasika Primavera · 
 Brabantse Pijl · 
 GP Denain · 
 Ronde van de Finistère · 
 Tro Bro Léon · 
 La Roue Tourangelle · 
 Ronde van de Apennijnen · 
 Grote Prijs van de Somme · 
 Grote Prijs van Plumelec · 
 ProRace Berlin · 
 Boucles de l'Aulne · 
 GP Kanton Aargau · 
 Ronde van Keulen · 
 Ronde van Limburg · 
 Velothon Wales · 
 Halle-Ingooigem · 
 Trofeo Matteotti · 
 GP Cerami · 
 GP Industria & Artigianato-Larciano · 
 Prueba Villafranca de Ordizia · 
 Ronde van Toscane · 
 Circuito de Getxo · 
 Polynormande · 
 RideLondon Classic · 
 GP Stad Zottegem · 
 Arnhem-Veenendaal Classic · 
 GP Jef Scherens · 
 Druivenkoers Overijse · 
 Schaal Sels · 
 Brussels Cycling Classic · 
 GP Fourmies · 
 Velothon Stockholm · 
 Ronde van de Doubs · 
 Coppa Bernocchi · 
 Coppa Agostoni · 
 GP van Wallonië · 
 Kampioenschap van Vlaanderen · 
 Memorial Marco Pantani · 
 Grote Prijs Impanis-Van Petegem · 
 GP van Isbergues · 
 GP Industria & Commercio di Prato · 
 Omloop van het Houtland · 
 Duo Normand · 
 Ronde van de Drie Valleien · 
 Milaan-Turijn · 
 Ronde van Piemonte · 
 Ronde van het Münsterland · 
 Ronde van de Vendée · 
 Memorial Frank Vandenbroucke · 
 Coppa Sabatini · 
 Parijs-Bourges · 
 Ronde van Emilia · 
 GP Beghelli · 
 Parijs-Tours · 
 Nationale Sluitingsprijs · 
 Chrono des Nations